# Cuno Winkler
Cuno G. Winkler (* 30. September 1919 in Königsberg; † 26. Dezember 2003) war ein deutscher Nuklearmediziner und Hochschullehrer. Er gilt als der Nestor der Nuklearmedizin in Deutschland.

## Leben
Winklers Studium der Medizin wurde durch den Zweiten Weltkrieg mehrfach unterbrochen; der Abschluss erfolgte erst nach 1945. 1948 nahm er eine Tätigkeit als Assistenzarzt bei Eduard Borchers am Luisen-Hospital Aachen auf. Hier führte er 1948 die erste Radiojodtherapie eines metastasierenden Schilddrüsenkarzinomes in Europa durch. 1951 baute er am Universitätsklinikum Bonn eine nuklearmedizinische Abteilung auf und erhielt 1972 er einen Ruf auf den dort neu eingerichteten Lehrstuhl für Nuklearmedizin und wurde Direktor des „Institutes für Klinische und Experimentelle Nuklearmedizin“. 1985 wurde er emeritiert.

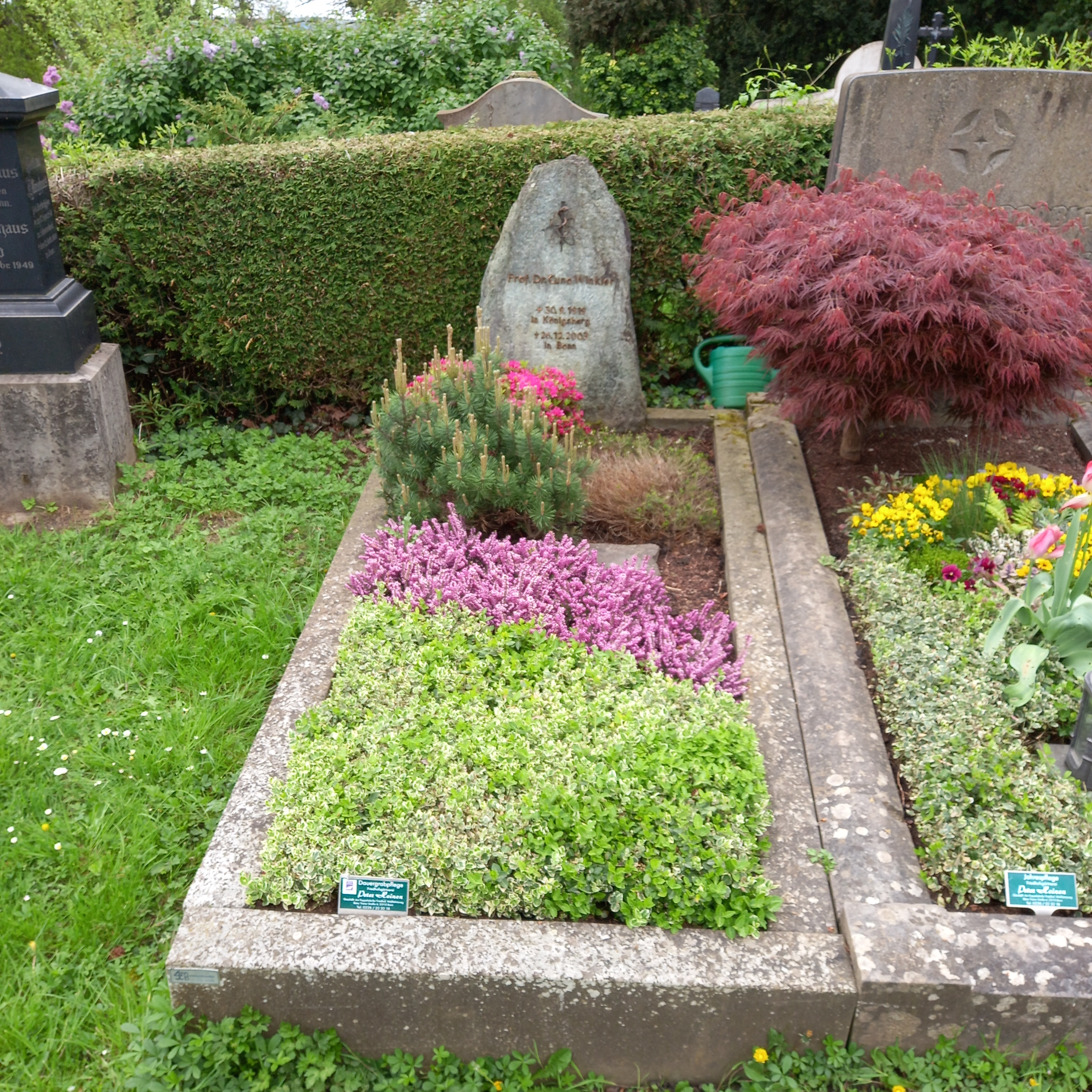
Das Grab von Cuno Winkler auf dem Poppelsdorfer Friedhof in Bonn

## Wirken
Winkler hat die Nuklearmedizin in Deutschland maßgeblich geprägt. In seinen Publikationen veröffentlichte er vor allem Untersuchungen zur Diagnostik und Behandlung von Schilddrüsenkrankheiten sowie von Tumoren. In den 1960er Jahren führte Winkler die Elektronische Datenverarbeitung in die Nuklearmedizin ein und schuf so die Grundlagen für die digitale Sequenzszintigraphie und die Emissions-Computer-Tomographie (siehe Single-Photon-Emissionscomputertomographie und Positronen-Emissions-Tomographie). Winkler war 1973 Mitbegründer der ersten regionalen Fachgesellschaft
für Nuklearmedizin in Deutschland, der „Rheinisch-Westfälischen Gesellschaft für Nuklearmedizin“ (RWGN) und gilt als Wegbereiter für die Einführung
der Gebietsbezeichnung „Facharzt für Nuklearmedizin“ 1976.

## Ehrungen
Winkler erhielt das Große Bundesverdienstkreuz, die Ehrenmitgliedschaft der RWGN, das Ehrenzeichen des Deutschen Roten Kreuzes und eine Ehrendoktorwürde der University of Santo Tomas in Manila.
Die Deutsche Gesellschaft für Nuklearmedizin (DGN) vergibt den Cuno Winkler-Preis für wissenschaftliche Arbeiten, die „Erkenntnisse oder Anwendungsmöglichkeiten für radioaktive Isotope in der Medizin zum Inhalt haben“.